# Bełza

Herb według Ostrowskiego

Herb według Trelińskiej i Szymańskiego

Bełza – polski herb szlachecki, odmiana herbu Jastrzębiec, z nobilitacji.

## Opis herbu
Opis zgodnie z klasycznymi regułami blazonowania:
W polu błękitnym podkowa złota barkiem w dół, w niej krzyż kawalerski srebrny, a nad nim strzała grotem w górę tej samej barwy. W klejnocie nad hełmem w koronie takaż strzała, a w poprzek dwa listki dębowe.
Tadeusz Gajl za Trelińską i Szymańskim podaje jeszcze inną wersję herbu:
W polu błękitnym podkowa srebrna barkiem w dół, w niej krzyż kawalerski złoty. W klejnocie nad hełmem bez korony rogacina podwójnie przekrzyżowana.

## Historia herbu
Herb nadany 12 stycznia 1591 mieszczaninowi krakowskiemu, Erazmowi Bełzie.

## Herbowni
Bełza.